# Extrémophile

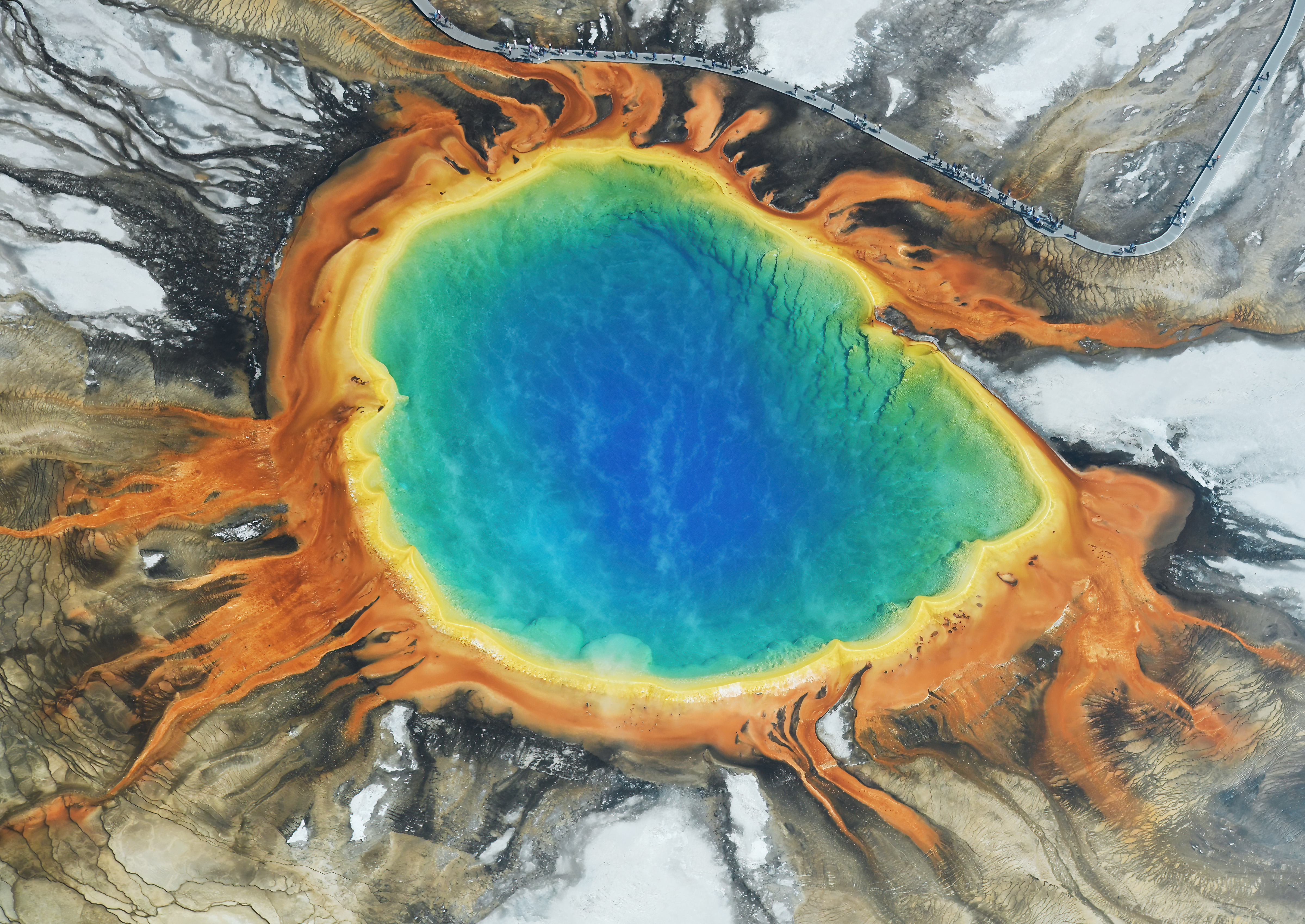
Les thermophiles sont un type d'organismes extrémophiles se développant dans les sources chaudes, comme dans le Grand Prismatic Spring, au Parc national de Yellowstone.

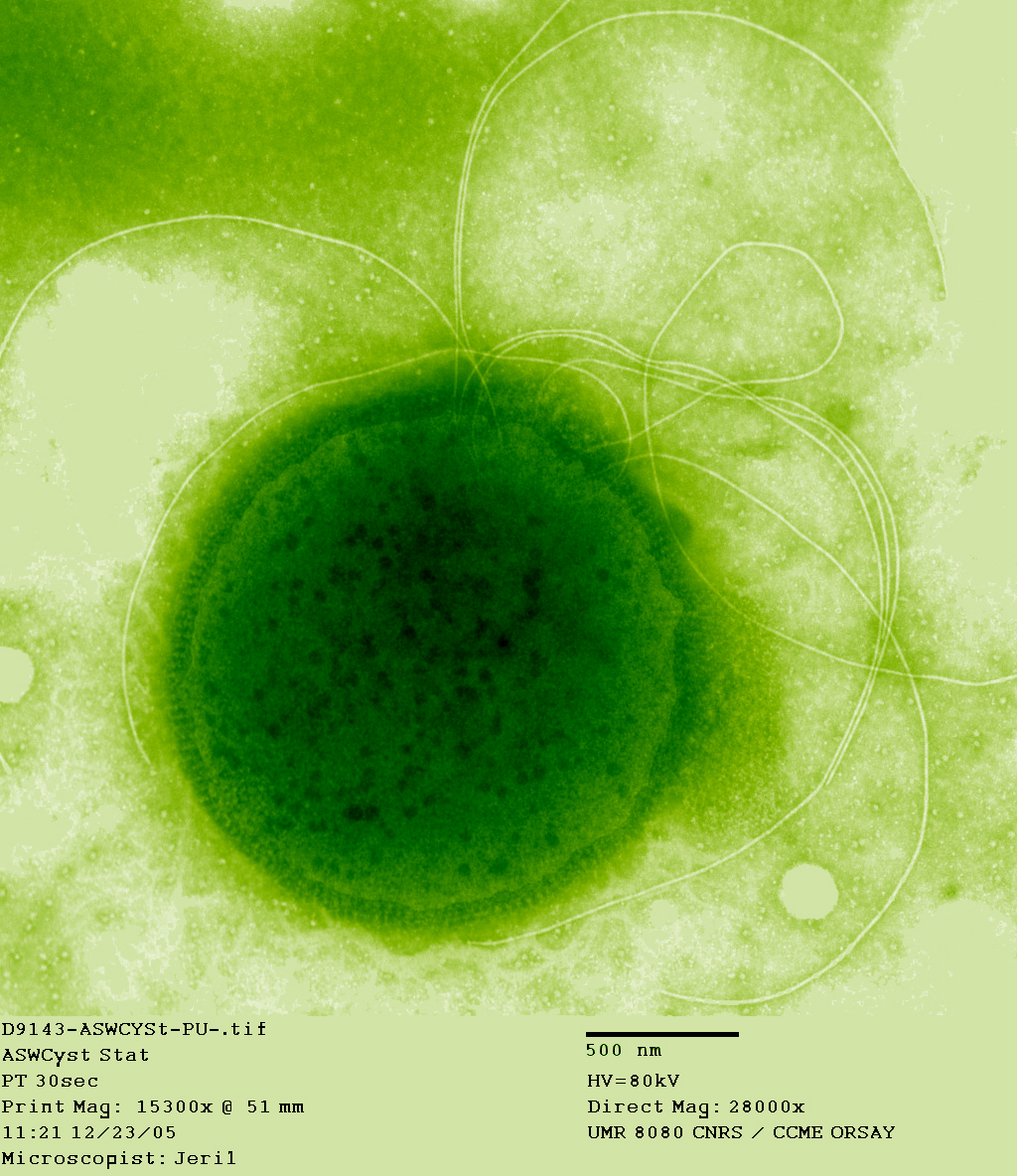
Une souche archéenne de Thermococcus gammatolerans est hyperthermophile et tolérante à une forte radioactivité. Elle vit dans les grands fonds, idéalement dans une eau salée, anoxique, légèrement acide et à.

Un organisme est dit extrémophile, ou extrêmophile, lorsque ses conditions de vie normales sont mortelles pour la plupart des autres organismes : températures proches ou supérieures à 100 °C (hyperthermophiles) ou inférieures à 0 °C (psychrophiles), pressions exceptionnelles (barophiles des grands fonds marins), milieux très chargés en sel (halophiles), milieux très acides (acidophiles) ou hyper-alcalins (alcalophiles), milieux radioactifs ou anoxique (sans dioxygène) ou non éclairé comme les endolithes.
Beaucoup d’extrémophiles appartiennent au taxon des Archaea ou des Bactéries et bien qu'il existe aussi des extrémophiles eucaryotes unicellulaires et métazoaires, (insectes, crustacés, poissons…), on réserve toutefois l'usage de ce terme pour les organismes unicellulaires.
Des organismes extrémophiles peuvent par exemple être isolés de sources chaudes sulfureuses, de cheminées hydrothermales sous-marines, de sédiments, dans les glaces de l'Antarctique ou de l'Arctique, dans des eaux saturées en sel (lac ou Mer Morte), dans des gisements pétroliers…
Quelques êtres vivants, appelés polyextrémophiles, cumulent même plusieurs de ces résistances (exemple de Deinococcus radiodurans, Kineococcus radiotolerans, ou de Sulfolobus acidocaldarius).
Parfaitement adaptés à ces conditions très spéciales, les extrémophiles sont rares dans les conditions plus ordinaires. En effet, même lorsqu'ils sont capables de supporter ces conditions (car dans bien des cas leur métabolisme spécial nécessite les conditions extrêmes), ils supportent mal la concurrence d'organismes banals. Il arrive que l'on distingue extrémophile et extrémotolérant, selon que l'organisme a besoin des conditions exceptionnelles, ou bien qu'il les supporte mais qu'on le trouve dans des conditions plus ordinaires.
Il faut bien distinguer le cas des extrémophiles-vrais (qui vivent normalement ou exclusivement en conditions extrêmes), des cas relativement banals d'organismes capables de provisoirement prendre une forme résistante aux conditions défavorables (en suspendant leurs fonctions vitales, en se protégeant par la formation d'un kyste ou d'une spore). Certaines bactéries comme Deinococcus radiodurans sont capables de s'autoréparer en conditions extrêmes, mais ne les exigent pas pour vivre.

## Différents types d’extrémophiles
- Acidophile : organisme vivant dans des environnements acides (pH optimum de croissance proche de 3).
- Alcalophile : organisme vivant dans des environnements basiques (pH optimum de croissance proche de 9 et plus).
- Halophile : organisme vivant dans des milieux très salés (forte concentration en NaCl), un cas particulier d'halotolérance (résistance au sel).
- Métalotolérant : organisme tolérant de hautes concentrations en métal (cuivre, cadmium, arsenic, zinc).
- Psychrophile ou psychrotolérant : organisme vivant dans des environnements froids (abysses, glaciers, voire réfrigérateur où ils peuvent affecter l'hygiène alimentaire en rendant moins efficace la chaine du froid).
- Piézophile ou barophile : organisme vivant dans des environnements soumis à des pressions élevées (fonds océaniques profonds jusqu'à −11 000 mètres ; fosse des Mariannes)
- Radiorésistant : organisme pouvant survivre à des radiations ionisantes élevées.
- Thermophile : organisme vivant dans des environnements chauds avec des optimums de croissance proche de 60 °C.
- Hyperthermophile : organisme vivant dans des environnements très chauds avec des optimums de croissance proche de 90 °C à plus de 100 °C ; mais ils ne peuvent pas vivre dans un milieu d'eau portée à ébullition (dans les fonds marins la pression est élevée et l'eau reste liquide jusqu'à 400 °C)[3]
- Xérophile : organisme capable de résister à la dessiccation (ayant besoin de peu d'eau pour survivre).

## Intérêt de l'étude des extrémophiles
Les extrémophiles sont un sujet d'étonnement et d'étude à plusieurs titres :
- Leurs particularités offrent des perspectives technologiques variées (protéines thermostables, enzymes de lessives à l'eau froide, par exemple) et un vaste champ d'études biologiques. Les protéines et enzymes extrêmes constituent un marché en plein essor (biotechnologie et industrie chimique). L'exemple le plus spectaculaire est la Taq polymérase provenant de Thermus aquaticus qui est largement employé pour les réactions de PCR.
- L'apparition de la vie a peut-être eu lieu dans un environnement extrême. L'atmosphère primitive de l'époque, sans oxygène et sans ozone, laissait passer les UV du soleil qui pouvait entraîner la formation de radicaux libres toxiques pour les cellules. Le chimiste Günter Wächtershäuser pense que la vie est apparue dans un milieu chaud sulfuro-ferreux en absence d'oxygène. Ce milieu est proche de celui des cheminées hydrothermales où vivent de nombreux micro-organismes hyperthermophiles. Cependant, les preuves fossiles de l'existence d'une forme de vie au niveau de site hydrothermaux fossilisés ne sont pas encore confirmées.
- Ils illustrent les capacités étonnantes d'adaptation de la vie aux milieux les plus divers et les plus hostiles, ce qui crédibilise l'idée que des formes de vie semblables se trouvent sur des planètes en apparence non viables.

## Organismes polyextrémophiles
L'appellation polyextrémophile regroupe l'ensemble des micro-organismes extrémophiles capables de résister à différents types d'agents agressifs ou de survivre dans des conditions extrêmes très variées. Quelques polyextrémophiles connus sont :
- La bactérie Deinococcus radiodurans, l'une des premières à avoir été identifiée est probablement la plus célèbre ; remarquablement radiorésistante, elle survit également aux rayons ultraviolets, à la dessiccation – xérophile –, au manque de nutriments, au froid – psychrophile –, à l'acide – acidophile –, etc.
- Kineococcus radiotolerans, découvert en 1996, est un micro-organisme encore plus résistant que D. radiodurans ; en plus de sa radiorésistance, il est capable de survivre en présence de substances chimiques très toxiques[réf. nécessaire].
- Bacillus infernus – le bacille infernal – fut identifié en tant que premier membre anaérobie du genre Bacillus en 1995[réf. nécessaire]. On le retrouve à des profondeurs de 3 200 m sous la terre et 11 000 m sous la surface de la mer. Il est donc piézophile (résistant à la pression hydrostatique), thermophile (60 °C) (résistant à la chaleur), halophile (résistant à des concentrations en NaCl très élevées correspondant à une activité de l'eau inférieure à 0.6 ; un des principaux facteurs limitant l'activité microbienne) et également légèrement alcalophile (pH 7.8 ; Boone et al., 1995[réf. nécessaire]).

## Exemples d'organismes extrémophiles
Archées
- Pyrolobus fumarii, isolée dans des cheminées hydrothermales sous-marine, se multiplie encore à 113 °C.
- Une souche surnommée Strain 121, proche des Archaea des genres Pyrodictium et Pyrobaculum, a été isolée sur des échantillons hydrothermaux et serait capable de survivre à 121 °C.
- Sulfolobus acidocaldarius isolé de sources chaudes acides, est à la fois acidophile (croissance à un pH de 2-3) et hyperthermophile (optimum de croissance vers 80 °C).
- Thermococcus gammatolerans, radiotolérante (son organisme, lorsqu'il est exposé à un rayonnement ionisant se répare en permanence, et efficacement) trouvée à grande profondeur dans certaines sources chaudes[1]
- Ferroplasma, Ferroplasma acidarmanus peut croître à un pH proche de 0.
- Methanopyrus, a son optimum de croissance à 98 °C
- Haloarcula marismortui isolée de la Mer Morte, est très halophile et se développe dans une eau à 300 g/l de NaCl (10 fois la salinité de l'océan).

Bactéries
- Deinococcus radiodurans, radiorésistant de 1 500 à 3 000 fois la tolérance humaine. Les grands fonds marins, certains lieux radioactifs ou certains déserts (exposés aux UV, parfois sursalés abritent aussi des extrémophiles radiorésistantes dont deinococcus[4].
- Bacillus infernus a été isolée à 2 700 m sous la surface du sol.
- Desulforudis audaxviator a été trouvé à −1 500 m puis −2 800 m de profondeur, dans le sol d'une mine d'or (Bassin du Witwatersand, Afrique du Sud), à une température de 60 °C et un pH de 9,3[5]
- GFAJ-1, bacille halophile tolérant à l'arsenic.
- Les snottites (notamment Acidithiobacillus) tirent leur énergie de chimiosynthèse de composés de soufre d'origine volcanique, leur pH se rapproche de 0, avec des propriétés similaires à l'acide de batterie.
- Atribacterota : embranchement de bactéries thermophiles décrit en 2021[6].

Animaux invertébrés
- Halicephalobus mephisto découvert dans de l'eau de puits d'une mine d'or entre 0,9 et 3,6 km de profondeur.
- Alvinella pompejana, dit ver de Pompéi vit sur certaines cheminées hydrothermales sous-marines. Des capacités de thermorésistance exceptionnelles pour un eucaryote pluricellulaire (tolère une température de 20 à plus de 80 °C chez l’adulte).

Vertébrés
- Les poissons de la famille des Nototheniidae, vivent dans l'Océan Austral et sécrètent des protéines « antigel » dans leur sang.

## Recherche
- 2007. Une équipe de biologistes de l'université du Massachusetts (États-Unis) a découvert un microbe se reproduisant à 121 °C ; Trouvé proche d'une cheminée située dans les profondeurs de l'océan Pacifique, la « Souche 121 » a survécu jusqu'à la température de 130 °C. C'est l'organisme connu vivant sur terre résistant à la plus forte température.

Précédemment on connaissait Pyrolobus fumarii qui mourait après une heure d'incubation à 121 °C.
- Dans les années 1980 avant d'enfouir des armes et déchets nucléaires à grande profondeur, le département de l'Énergie des États-Unis (DOE) a voulu vérifier s'il pourrait exister des microbes susceptibles d'interférer avec les joints ou matériels enfouis. Les géologues et biologistes américains ont alors été surpris de trouver dans des forages exploratoires faits sous des installations de traitement nucléaire existantes (Savannah River, Caroline du Sud) des bactéries et archéobactéries vivant jusqu'à 500 mètres sous la surface[7]. D'autres études ont confirmé que la vie était également fréquente à grande profondeur, avec la grotte de Movile en Roumanie en 1986, puis en 1992, quand John Parkes a découvert que même à 500 m sous le plancher océanique de la mer du Japon vivaient environ 11 millions de microbes par centimètre cube de sédiment[8] 
Des microbes-Mathusalem dotés d'un métabolisme extrêmement ralenti pourraient peut être survivre durant des milliers voire millions d'années quasiment en l'absence de nourriture. Des chercheurs[9] ont trouvé en 2011 des cellules vivantes dans des sédiments datés de 460 000 ans prélevés à 220 m sous le plancher de l'océan Pacifique près du Japon. Elles ressemblaient à des cellules mortes mais, mises en présence d'une source de nourriture marquée par des radioisotopes stables du carbone et de l'azote, les trois quarts de ces cellules se sont montrées capables de s'en nourrir[10].

Un écosystème bactérien profond a été découvert sous le pacifique avec des bactéries actives et les archées dans les sédiments datés de 86 millions d'années (formés environ 20 millions d'années avant l'extinction des dinosaures. Dans les milieux les plus extrêmes, les individus sont plus rares, avec néanmoins environ mille cellules par centimètre cube de sédiments.
Dans les roches minérales chaudes et radioactives, ces bactéries utilisent la désintégration radioactive de l'uranium qui hydrolyse certaines molécules d'eau (en hydrogène libre et dioxygène par radiolyse pour se procurer de l'hydrogène qu'elles combinent à des ions sulfate de leur substrat rocheux pour produire assez d'énergie pour se maintenir en vie, tout en exploitant au mieux les quantités infimes de carbone de leur environnement.
- On a cru que seules des bactéries pouvaient vivre dans les milieux si hostiles, mais des nématodes de 0,5 mm de long ont été récemment découverts (2011), nageant dans l'eau de fissures à très grande profondeur (1,3 km), dans la mine d'or de Beatrix[7]. Ils ont été nommés Halicephalobus mephisto en référence au Mephistopheles de Faust car lucifuges  et vivant dans les profondeurs de la terre. Puis, dans la mine de Tautona (la plus profonde du pays), un autre nématode a été découvert à 3,6 km sous la surface (l'animal terrestre le plus profondément trouvé dans le monde[13]. De nombreux microbes peuvent vivre sans oxygène, mais c'est la première fois qu'on trouve un animal pouvant le faire ; les cellules de ces vers ont un génome différent des autres espèces, ils n'ont pas de mitochondries (organites qu'on pensait universels chez les animaux)[7]. Ils tirent leur énergie - comme de nombreuses bactéries extrêmophiles - de l'hydrogène sulfuré grâce à des organites spécifiques dites hydrogénosomes[14].

C'est donc à tort que les hommes ont longtemps cru que les grands fonds marins étaient stériles. De même pour les profondeurs du sous-sol qui semblaient l'être plus encore. On connaît encore très mal cette biodiversité et sa biomasse est évaluée selon les estimations entre 1 % et 10 % de la biomasse de toutes les espèces vivantes. Deux projets visent à recenser ces espèces : « Census of Deep Life »  et  « Center for Dark Energy Biosphere Investigations ».
Ces espèces pourraient nous aider à préciser l'origine de la vie. L'idée dominante est qu'elle serait apparue dans les sources chaudes, mais elle pourrait aussi être née dans les fissures du sous-sol, à l'abri des UV et autres rayons cosmiques non-encore filtrés par la couche d'ozone et protégée des bombardements d'astéroïdes. Ceci permet d'imaginer d'autres formes de vie, d'évolution ou d'adaptations que celles que nous connaissons, qui pourraient exister sur d'autres planètes, avoir existé ou exister dans le futur voire être les dernières à survivre.
De nouvelles questions bioéthiques se posent aussi. Comme la pêche dans les grands fonds, l'exploitation minière ou océanographique profonde pourraient aussi affecter et modifier ou menacer une part de la biodiversité encore inconnue, notamment avec l'utilisation de techniques telles que la fracturation hydraulique profonde associée à des injections de matières organiques et de produits chimiques. De même pour les projets de stockage profond de CO2.